# Rosedale (Louisiane)
Rosedale est un village de la paroisse d'Iberville, dans l'État de Louisiane, aux États-Unis,. En 2020, il compte une population de 664 habitants.

## Démographie
Lors du recensement de 2010, le village comptait une population de 793 habitants, tandis qu'en 2020, elle s'élève à 664 habitants.